# Karl-Heinz Zöllner
Karl-Heinz Zöllner (* 30. November 1953) ist ein ehemaliger österreichischer Fußballtorwart und nunmehriger -trainer.

## Karriere

### Als Spieler
Zöllner begann seine Karriere bei Red Star Knittelfeld. Danach spielte er bis 1981 für den DSV Alpine. Zur Saison 1981/82 wechselte er zum Erstdivisionär FK Austria Wien. Sein Debüt in der 1. Division gab er im Oktober 1981, als er am zwölften Spieltag jener Saison gegen den SV Austria Salzburg in der Startelf stand. Insgesamt absolvierte er zwei Spiele für die Austria in der Liga.
Zur Saison 1982/83 schloss er sich dem Erstligaaufsteiger FC Union Wels an. Für die Welser absolvierte er in jener Spielzeit 15 Spiele in der 1. Division und blieb dabei in drei Spielen ohne Gegentreffer. Mit dem Verein erreichte er in jener Saison am letzten Spieltag den Klassenerhalt. Nach diesem verließ Zöllner die Oberösterreicher und schloss sich dem Grazer AK an.

### Als Trainer
Nach seinem Karriereende wurde Zöllner Trainer. Er trainierte drei Mal den FC Zeltweg, mit dem er 1997 in die Regionalliga aufstieg, jedoch nach nur einer Saison wieder abstieg. Zudem trainierte er später unter anderem den viertklassigen SV Rottenmann.